# تی‌ئی دیتا
تی‌ئی دیتا (عربی: المصرية لنقل البيانات، آوانگاری: Al mesreyyah lenakl al-bayanat، ت. «Egyptian data transfer») شرکت مخابرات مصری است، که در سال ۲۰۰۱ توسط شرکت تلکام مصر تأسیس شد.